# Dirphya sessensis
Dirphya sessensis là một loài bọ cánh cứng trong họ Cerambycidae.